# François-Narcisse Baptifolier
François-Narcisse Baptifolier, né le 19 décembre 1819 à Paris et mort le 26 septembre 1900 à Mende, est un ecclésiastique français qui fut évêque de Mende de 1889 à  sa mort en 1900.

## Biographie
Né à Paris en 1819, François-Narcisse Baptifolier est ordonné prêtre en 1846 puis consacré évêque en 1889, par le futur cardinal Pierre-Hector Coullié. Il obtient ainsi l'épiscopat de Mende. Il reste sur le siège de Saint Privat jusqu'à sa mort en 1900. C'est durant son épiscopat que s'est construit le porche en néo-gothique flamboyant de la cathédrale de Mende, même si les travaux avaient été entamés avant son arrivée, et ne purent se finir que 6 ans après sa mort.

## Armes
Coupé d'azur à l'agneau pascal d'argent, et d'or à 3 feuilles de chêne de sinople.

## Sources et références
1. ↑  Site catholic-hierarchy.org, « Bishop François-Narcisse Baptifolier »
2. ↑  Comte de Saint Saud, Armorial des prélats français du XIXe siècle, Paris, 1906, H. Daragon, 415p., p.115. Consultable sur Gallica.